# Andreas Seppi
Andreas Seppi (født 21. februar 1984) er en italiensk tennisspiller. Den 191 cm høje italiener repræsenterede sit landet under Sommer-OL 2012 i London, der blev han slået ud i anden runde i single.